# Замок Конн
Замок Конн (англ. Conn Castle; ирл. Dún an Conn; Dún an Griffin) — один из замков Ирландии, сейчас это археологический памятник, замок не сохранился. Когда-то стоял на вершине горы Хаут Хед (англ. Howth Head). Древнее ирландское название этой горы Бен Идэйр (англ. Bean Eadair) — гора Идэйра (легендарного воина). Гора стоит на берегу Ирландского моря, недалеко от Дублина. На горе ныне маяк, сохранились доисторические памятники, в частности, мегалитическое сооружение — портальная гробница типа дольмена, одна из крупнейших портальных гробниц в Ирландии, каждый камень её весит более 90 тонн. Сооружение датируют периодом неолита — считается, что она была построена более 5000 лет назад. Неясно, как в то время могли это построить. Согласно легендам, это могила Айдын или Этайн Фолтфинн — прекрасной королевы, вышла замуж за короля Оскара, а когда он погиб в битве, умерла от горя. 
Замок Конн называют ещё Гаутским замком или замком Гриффин. Легенды говорят, что в этом замке жил святой Лаврентий. Строительство замка приписывают верховному королю Ирландии Конну Сто Битв. Также замок связывают с верховным королём Ирландии Кримптаном Мак Фидах. Судя по всему, крепость на этом месте была построена во времена железного века для защиты Ирландии от нападений с моря. Кроме того, крепость могла иметь какие-то сакральные функции во времена заселения Ирландии кельтскими племенами. Скалы и море делали эту крепость неприступной. 
Согласно легенде в этом замке жил верховный король Ирландии Конн Сто Битв после смерти его первой жены Эйтне и после того, как пропал его первый сын Коннла Рыжий, здесь он встретил свою вторую жену, но вскоре она была изгнана из своего королевства, здесь он принял решение об изгнании своего сына — Арта Одинокого — наследника трона Ирландии.